# Habitatge al carrer Major, 23 (Vinyols i els Arcs)
L'Habitatge al carrer Major, 23 és una obra de Vinyols i els Arcs (Baix Camp) protegida com a Bé Cultural d'Interès Local.

## Descripció
Casa entre mitgeres de planta baixa i dos pisos amb teulada a doble vessant i el carener paral·lel a la façana principal. A la planta baixa s'obre una gran porta d'arc de mig punt adovellada. Al primer pis hi ha una finestra allindada amb una reixa i un petit balcó. A l'últim pis s'obren tres finestres, la del centre d'arc de mig punt i les laterals quadrades.